# Apnenik (Šentjernej)
Apnenik (Šentjernej) is een plaats in Slovenië en maakt deel uit van de gemeente Šentjernej in de statistische regio Jugovzhodna Slovenija. De plaats telde 31 inwoners op 1 januari 2020.